# Taz Skylar
Tarek Yassin "Taz" Skylar (sinh ngày 5 tháng 12 năm 1995) là một nam diễn viên và nhà biên kịch người Anh-Tây Ban Nha trú tại Luân Đôn. Sau thành công của vở kịch ngoài West End mang tên Warheads do anh tự sáng tác, Skylar tiếp tục làm biên kịch và thủ vai trong loạt phim Gassed Up của Amazon Prime, đồng thời sắm vai Sanji trong loạt phim One Piece (2023) của Netflix.

## Thân thế và đời tư
Skylar sinh ra và lớn lên tại Tenerife, Quần đảo Canary. Cha anh là Hassan Yassin - một người Ả Rập gốc Liban-Sierra Leone, còn mẹ anh tên Gwen Skylar là một người gốc Anh sinh ra ở Yorkshire.
Từ năm 15 tuổi, anh làm công việc chế tạo ván lướt sóng sau khi rời trung học. Năm 2016, anh đã cố gắng đăng ký làm quân nhân dự bị trong Lục quân Anh, song trượt bài kiểm tra y tế sau khi một vụ tai nạn xe hơi khiến anh bị chấn động não. Anh buộc phải đợi một năm trước khi có thể tái đăng ký nhập ngũ, nên anh đã bắt đầu sáng tác kịch bản và diễn xuất.

## Sự nghiệp
Skylar bắt đầu sự nghiệp của mình tại Anh Quốc. Tại nơi đây, anh bắt đầu sắm nhiều vai diễn nhỏ. Năm 2015, anh xuất hiện trong các phim ngắn Venom và Beautiful. Tiếp đó, anh thủ vai David trong phim ngắn Trophy (2016). Từ năm 2018 đến 2019, anh hóa thân thành Caps trong The Reserves - tác phẩm cũng do anh viết kịch bản và sản xuất.
Năm 2018, Skylar có tác phẩm đạo diễn đầu tay với phim ngắn Multi-Facial. Một năm sau, anh làm phim điện ảnh đầu tay mang tên The Kill Team (trong phim anh thủ vai Trung úy Dawes). Cùng năm đó, anh diễn vai Marty trong phim Lie Low và vai Betim trong phim ngắn Final Gift. Năm 2020, anh thể hiện vai Jason trong phim Villain. Năm 2022, anh tham gia dàn diễn viên của Agatha Raisin với vai Harry Beam trong hai tập phim. Kế đến, nam diễn viên hóa thân thành Gin trong phim The Deal (2022) và nhận vai Walt trong một tập phim của The Lazarus Project (2022).
Năm 2021, Skylar anh tham gia dàn diễn viên của One Piece và thủ vai Sanji. Để chuẩn bị vai diễn, Skylar đã phải tập taekwondo hai đến ba giờ mỗi ngày và tập luyện nấu ăn vào các buổi tối sau khi đóng kịch. Mùa thứ hai của loạt phim dự kiến lên sóng vào năm 2025.

## Danh sách phim

### Điện ảnh
| Năm  | Tựa phim      | Vai diễn       | Ghi chú   |
| ---- | ------------- | -------------- | --------- |
| 2015 | Venom         | Victim         | Phim ngắn |
| 2015 | Beautiful     | Jasper         | Phim ngắn |
| 2016 | Trophy.       | David          | Phim ngắn |
| 2018 | Neon          | Neon           | Phim ngắn |
| 2018 | Multi-Facial  | Mike           | Phim ngắn |
| 2019 | The Kill Team | Trung úy Dawes |           |
| 2019 | Lie Low       | Marty          |           |
| 2019 | Final Gift    | Betim          | Phim ngắn |
| 2020 | Villain       | Jason          |           |
| 2021 | Boiling Point | Billy          |           |
| 2021 | Split Sole    |                | Phim ngắn |
| 2022 | Dead Silent   | Liam           | Phim ngắn |
| 2022 | The Deal      | Gin            |           |
| 2023 | Gassed Up     | Dubz           |           |
| 2025 | Cleaner       | TBA            |           |

### Truyền hình
| Năm       | Tựa phim            | Vai diễn   | Ghi chú                                                   |
| --------- | ------------------- | ---------- | --------------------------------------------------------- |
| 2018–2019 | The Reserves        | Caps       |                                                           |
| 2022      | Agatha Raisin       | Harry Beam | 2 tập                                                     |
| 2022      | The Lazarus Project | Walt       | 2 tập                                                     |
| 2023      | Boiling Point       | Billy      | 4 tập                                                     |
| 2023–nay  | One Piece           | Sanji      | Vai chính, thể hiện ở bản tiếng Anh lẫn tiếng Tây Ban Nha |